# سوندوک، ملکه شیلا
ملکه سوندوک (به کره‌ای: 선덕여왕) بیست و هفتمین فرمانروای شیلا، و اولین پادشاه زن در کره و شیلا بود. او همچنین یکی از اولین فرمانروایان زن در تاریخ شرق آسیا بود. زمانی وی به قدرت رسید که شیلا درگیر جنگ‌ها و کشمکش‌های سیاسی با همسایگان خود بود. ملکه سوندوک نقش کلیدی در توسعه فرهنگی، علمی و سیاسی شیلا ایفا کرد.سوندوک از کودکی به دلیل هوش سرشار، خردمندی و توانایی درک عمیق مسائل سیاسی و اجتماعی مورد توجه قرار داشت. دختر پادشاه جینپیونگ بود، مادرش ملکه مایا نیز از خانواده‌ای سلطنتی و دارای ریشه‌های اشرافی بود. با اینکه سلطنت در آن زمان به‌طور سنتی به مردان منتقل می‌شد، نداشتن وارث مذکر برای پادشاه جینپیونگ باعث شد تا او سوندوک را به عنوان وارث تاج و تخت معرفی کند. او دستور ساخت معابد و بناهای بودایی بسیاری را داد که از جمله آنها معبد هوانگنیونگسا و برج ستاره‌نگاری چومسونگدا بودند. چومسونگدا که به عنوان قدیمی‌ترین رصدخانه نجومی شرق آسیا شناخته می‌شود، نمادی از علاقه ملکه به علم و دانش بود.

## انتخاب به عنوان وارث سلطنت
قبل از رسیدن به عنوان ملکه؛ او با عنوان شاهزاده خانم دوک مان شناخته می‌شد. بر اساس سامگوک ساگی؛ او اولین دختر پادشاه جینپیونگ از شیلا بود ولی بر اساس سایر منابع تاریخی او دومین دختر پادشاه جین پیونگ بود و بسیار جوان تر از خواهر بزرگ ترش شاهزاده خانم چون میونگ بود. خواهر زادهٔ وی یعنی پسر شاهزاده خانم چون میونگ؛ سرانجام با عنوان شاه موییل بزرگ از شیلا به تخت نشست در حالی که خواهر دیگر ملکه سوندوک یعنی خانم سونهوا سرانجام با پادشاه مو از بکجه ازدواج نموده و مادر پادشاه اویجا از بکجه نیز شد. بر اساس اکتشاف مدرکی در سال ۲۰۰۹ که نشان می‌دهد مادر اویجا ملکه ساتک بوده‌است و آنگونه که یاداشت‌های تاریخی می‌گفتند سونهوا مادر اویجا نبوده‌است؛ وجود سونهوا در هاله ای از ابهام قرار دارد.
به دلیل اینکه شاه جینپیونگ پسری نداشت او سوندوک را به عنوان جانشین خود برگزید. اگرچه این موضوع سابقه نداشت ولی این اقدام احتمالاً چیزی نبود که باعث تصادم همه‌جانبه ای در داخل شیلا شود زیرا زنان در آن دوران همواره به عنوان مشاور ملکه دواگر و نائب السلطنه درجه ای قطعی از تأثیر گذاری را داشتند و بعلاوه شاه جین پیونگ خودش نیز در کش و قوس یک کودتا که توسط میشیل سازماندهی شده بود به سلطنت رسید. در جای جای کشور زنان به دلیل اینکه خط پدری وراثت به همراه خط مادری آن وجود داشت به عنوان مدیران خانواده شناخته می‌شدند. در شیلا موقعیت اجتماعی زنان نسبتاً بالا بود اما آنها همچنان به عادات و رفتارهای زنانه محدود می‌شدند و از فعالیت‌هایی که زنانه تلقی نمی‌شد منع می‌شدند. سرانجام حکومت موفقیت‌آمیز سوندوک به نوبهٔ خود باعث پذیرش حکومت دو ملکهٔ دیگر سلسله شیلا شد.

## دوران سلطنت
در سال ۶۳۲ ملکه سوندوک به عنوان حاکم مستقل شیلا به تخت نشست و تا سال ۶۴۷ حکومت نمود. او اولین ملکهٔ حاکم (دو فرد دیگر ملکه جیندوک از شیلا و ملکه جین سونگ از شیلا بودند) شیلا از میان سه زن حاکم این سلسله بود و سریعاً توسط دختر عموی خود ملکه جیندوک که تا سال ۶۵۴ حکومت نمود؛ جانشین شد.
در تاریخ شبه جزیره کره و در بین پادشاهان مرد آن سه پادشاه زن بودند که هر سه از شیلا بودند (ملکه سوندوک، جیندئوک و جین سونگ).
دقیقاً معلوم نیست که او در چه سنی ملکه شد ولی بعضی تاریخ دانان بر این تئوری باور دارند که در آن هنگام وی در اوایل سومین یا چهارمین دههٔ زندگی اش بوده‌است.
دوران حکومت سوندوک در بحبوحهٔ یک شورش خشونت‌آمیز و نبرد در کشور همسایه (بکجه) جایی که او را اغلب به خود مشغول کرده بود؛ آغاز شد. در عین حال او در خلال ۱۴ سالی که ملکهٔ شیلا بود توانست از هوش خود در جهت پیشرفت بهره ببرد. او باعث تعادل بین گروه‌های مذهبی متفرق در کره شد. زمانی که بکجه حمله نمود؛ او در جستجوی اتحادی با گوگوریو بود. زمانی که گوگوریو نیز پیکان حملهٔ خود را به سمت شیلا نشانه گرفت؛ او روابط خود را با سلسلهٔ چینی تانگ مستحکم تر نمود. او کشور را به صورت یکپارچه حفظ نمود و فرستاده‌های سلطنتی و محققین را به چین فرستاد.
او همچنین به دلیل ایجاد اولیهٔ قوانین عیاری در کره و فرستادن کره ای‌های جوان به چین برای دوره‌های هنرهای رزمی مشهور است.
ملکه سئوندوک فرزندی نداشت، و صیغه ۳ مرد از دربارش بود.
به مانند شهبانو وو زتیان از تانگ و پدر خودش؛ او مجذوب بودائیت بود و تکمیل معابد بودایی را بر عهده گرفت. مشهورترین بنای بودایی که او ساخت معبد چوبی ۹ طبقه در هوانگ نیونگ سا بود. در هر طبقه از این بنای هشتاد متری نام یکی از همسایگان شیلا که قصد تصرف ان وجود داشت حکاکی شده بود. بون هوانگ سا و یونگ میوسا نیز تحت سرپرستی وی ساخته شدند.
او چوم سونگدا یا ” برج روئیت ستارگان” را ساخت که به عنوان اولین رصد خانهٔ به جا مانده در جهان محسوب می‌شود. این برج همچنان در پایتخت قدیمی شیلا (گیونگجو) پابرجا می‌باشد. او همچنین در جهت تسکین آلام فقرا تلاش‌هایی نمود.
در اولین ماه قمری از سال ۶۴۷ بیدام با شعار (حاکم زن نمی‌توانند بر کشور حکومت کنند) شورشی را آغاز کرد. سامگوک ساگی روایت می‌کند که در خلال شورش بیدام یک ستاره بر زمین سقوط کرد. بیدام از این نکته برای تشجیع حامیانش بهره برده و اشاره کرد که این نشانه ای از پایان حکومت ملکه می‌باشد. در سوی دیگر کیم یوشین به ملکه توصیه نمود که یک کایت شعله‌ور را به نشانهٔ «برگشت ستاره به محل خود» به پرواز درآورد. بعد از آن ارتش کیم یوشین حزب شورشی بیدام را شکست داد. فقط ده روز بعد از شورش بیدام او و ۳۰ نفر از مردانش توسط ملکه جیندوک در ۲۶ فوریه اعدام شدند. ملکه سوندوک در ۱۷ فوریه فوت کرد و سپس ملکه جیندوک به عنوان ملکه شیلا منصوب شد.

## فوت
ملکه سوندوک ۱۵ سال بر شیلا حکومت کرد و در روز ۱۷ فوریه سال ۶۴۷ چشم از جهان فروبست.شیلا با دوره جدیدی رو به رو شد که فرمانروای آن یک زن بود. علی‌رغم جنگ بین گوگوریو و بکجه، تلاش زیادی برای نجات مردم و دفاع از قلمرو شیلا کرد. ملکه هیچ فرزندی و همسری نداشت بنابراین حکومتش را به شاهزاده خانم سونگ مان سپرد.
در پایان ملکه سوندوک را پس از فوت در پایتخت شیلا یعنی شهر سورابل و در منطقه گیونگ سانگ بوک به خاک سپردند.

## رسانه‌ها
- مجموعه تلویزیونی ملکه سئوندوک در سال ۲۰۰۹ ساخته شد، در این سریال مبارزه سئوندئوک و میشیل و چگونگی به سلطنت رسیدن او را شرح می دهد.
- سریال رؤیای فرمانروای بزرگ به فرمانروایان شیلا پرداخته‌ است که زندگی‌ کامل ملکه سئوندوک در آن شرح داده شده است.

## نگارخانه

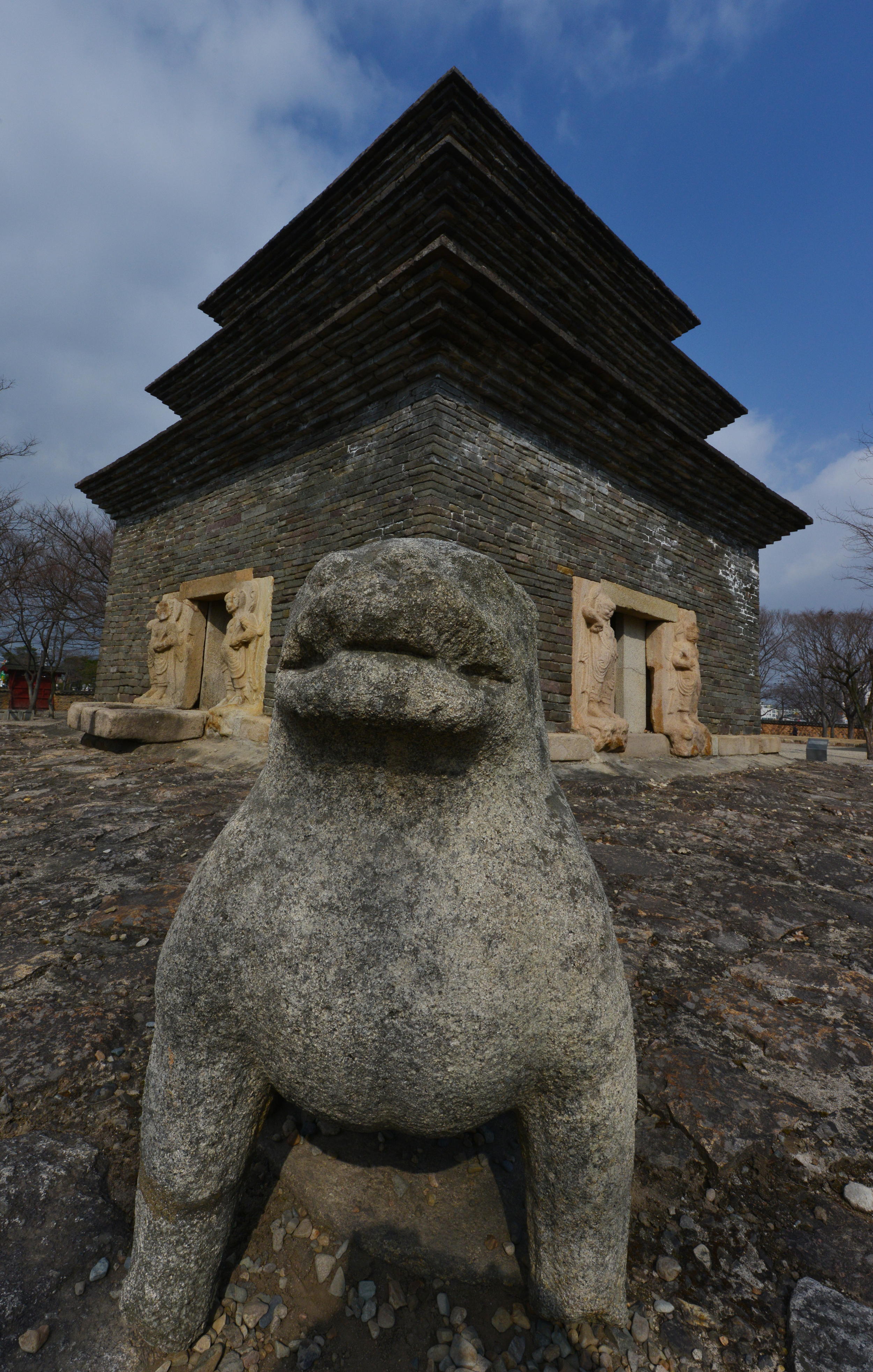
معبد بونهوانگسا که به دستور ملکه سوندوک ساخته شد.
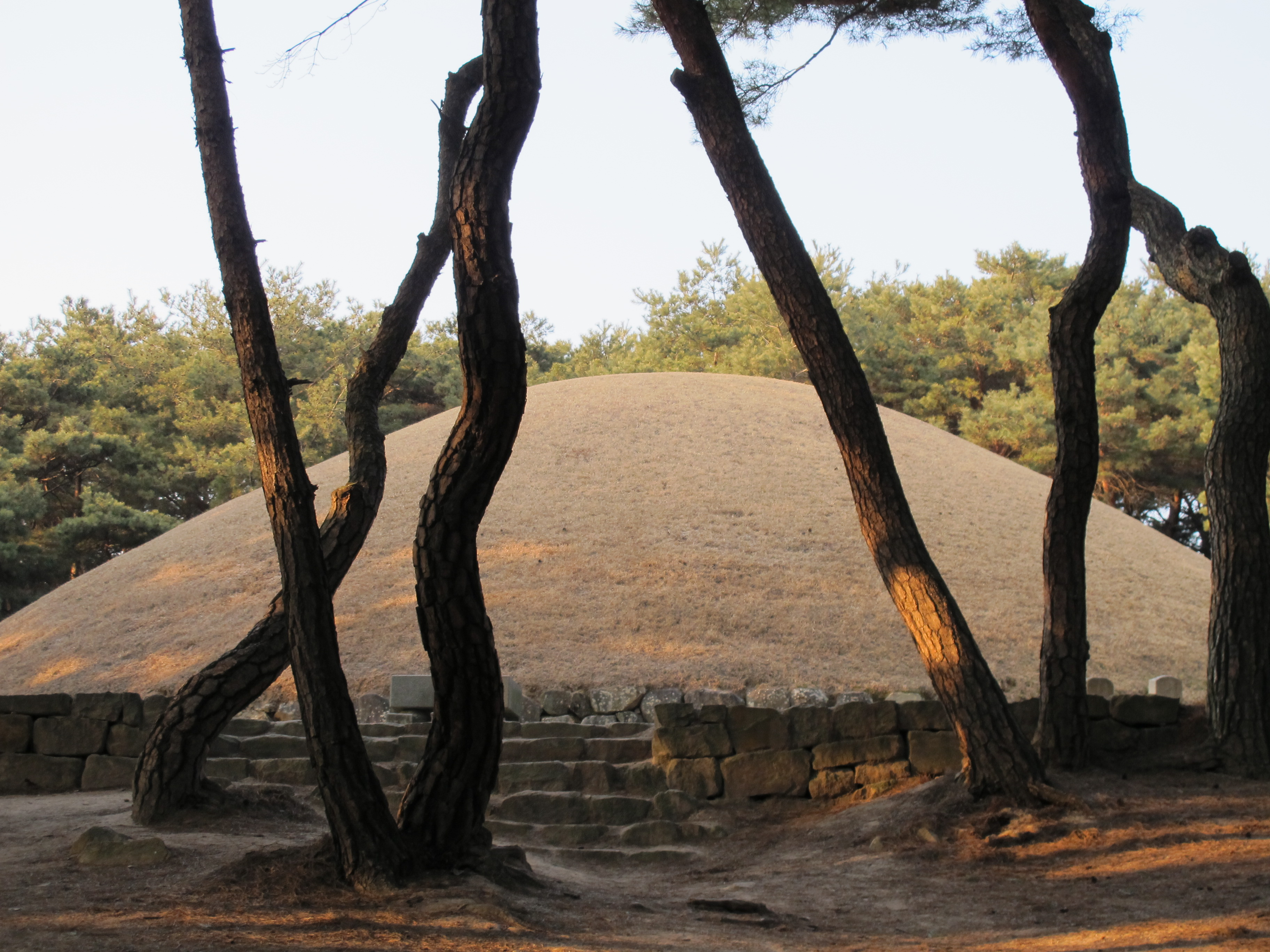
آرامگاه ملکه سوندوک در گیونگجو.
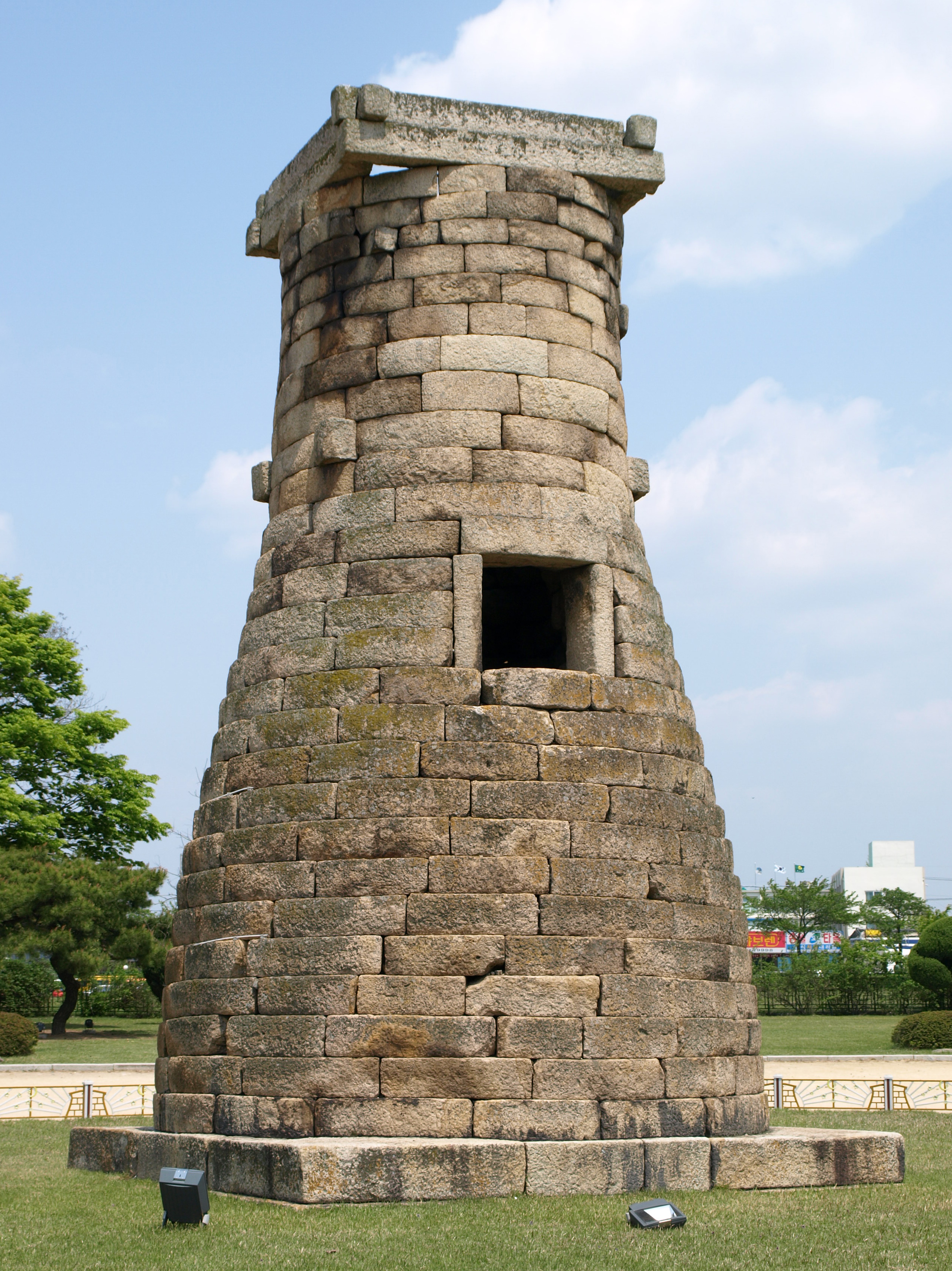
رصدخانه چوم سئونگدا، قدیمی ترین رصدخانه آسیا (دوره ملکه سوندوک)
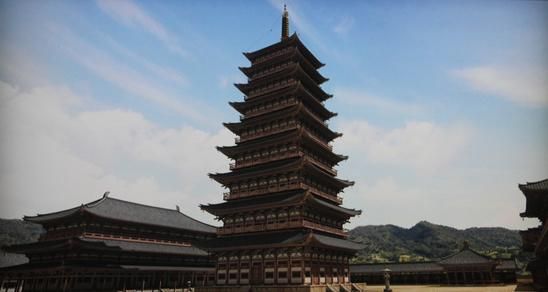
معبد اژدها (هوآنگ نیونگسا) مرتفع ترین معبد بودایی آسیا که به دستور ملکه تاسیس شد. این معبد در دوره گوریو فروریخت و دوباره توسط دولت کره جنوبی بازسازی شد.